# El Ateneo Grand Splendid

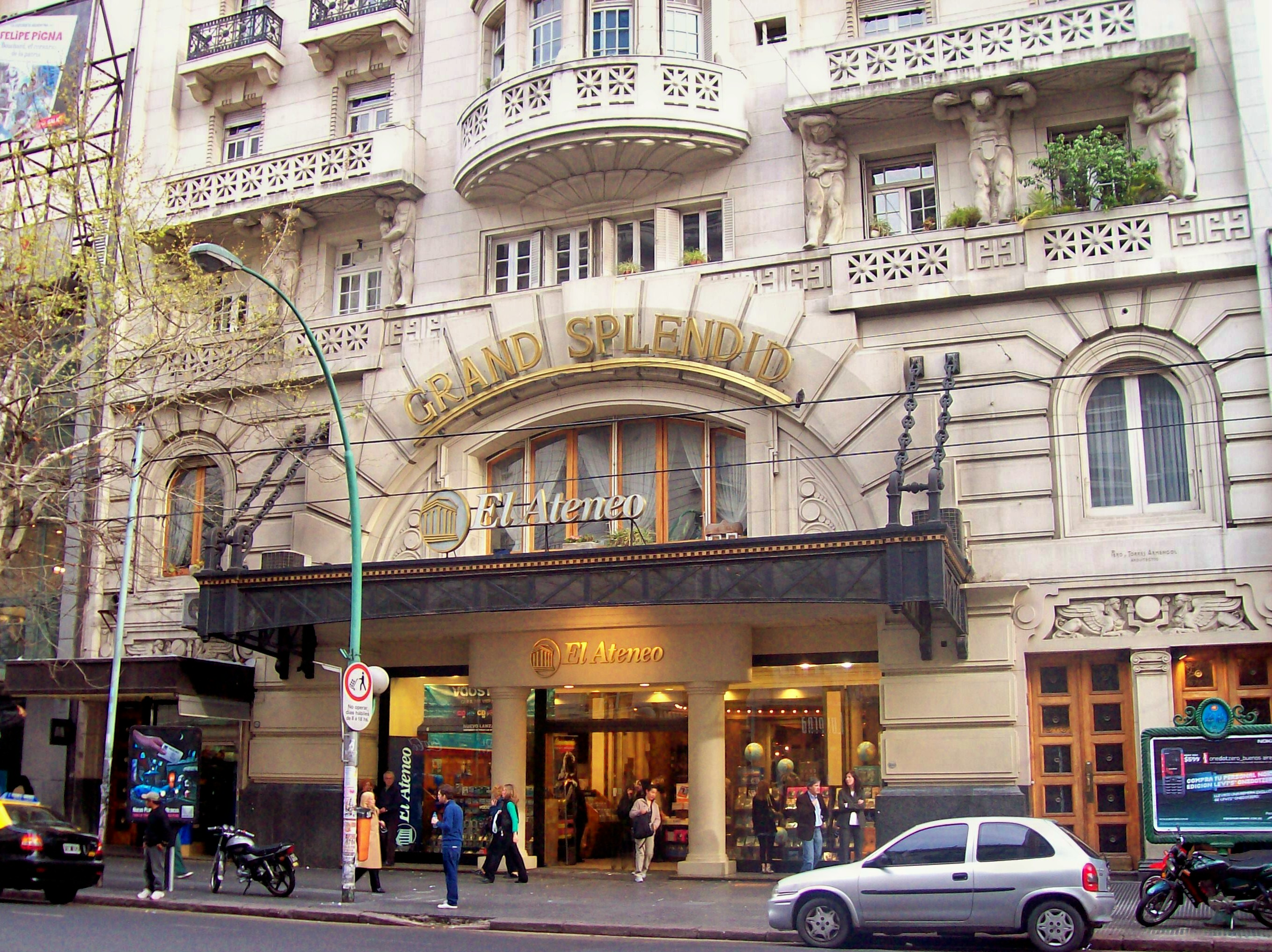
La facciata di El Ateneo Grand Splendid.

El Ateneo Grand Splendid è una libreria della capitale argentina Buenos Aires. Sorge su avenida Santa Fe nel barrio di Recoleta, nella zona di Barrio Norte. Nel 2008, The Guardian l'ha classificata come la seconda libreria più bella del mondo. Nel 2019, è stata nominata la "libreria più bella del mondo" dal National Geographic.

## Storia
L'edificio fu progettato dagli architetti Peró e Torres Armengol per l'impresario Max Glücksmann e fu inaugurato con il nome di Teatro Gran Splendid nel maggio 1919. Realizzato in stile eclettico, presenta affreschi sul soffitto dipinti dall'artista italiano Nazzareno Orlandi e cariatidi scolpite da Troiano Troiani, la cui opera orna anche il cornicione del Palazzo della Legislatura della Città di Buenos Aires.
Il teatro aveva una capacità di 1.050 posti a sedere, aveva quattro file di palchi, aria climatizzata, riscaldamento e un tetto scorrevole. Ha ospitato una serie di spettacoli, tra cui le esibizioni degli artisti di tango Carlos Gardel, Francisco Canaro, Roberto Firpo e Ignacio Corsini. Nel 1924 Glücksmann fondò una propria stazione radiofonica (Radio Splendid), che trasmetteva dall'edificio dove la sua casa discografica, Nacional Odeón, realizzò alcune delle prime registrazioni dei grandi cantanti di tango dell'epoca. Alla fine degli anni Venti il teatro fu trasformato in cinema e nel 1929 proiettò i primi film sonori in Argentina.
Nel febbraio 2000 l'antico teatro è stato affittato dal Grupo Ilhsa che, attraverso Tematika, possiede le librerie El Ateneo e Yenny e la casa editrice El Ateneo. L'edificio è stato successivamente ristrutturato e trasformato in una libreria sotto la direzione dell'architetto Fernando Manzone; le poltrone del cinema sono state rimosse e al loro posto sono stati installati scaffali per libri. Dopo i lavori di ristrutturazione, El Ateneo Grand Splendid, con una superficie di 2.000 m², è diventato il negozio di punta del gruppo e nel 2007 ha venduto oltre 700.000 libri; ogni anno oltre un milione di persone varcano le sue porte.
In tutto l'edificio sono stati installati posti a sedere per i clienti, compresi i palchi del teatro ancora intatti, e sul retro di quello che era il palcoscenico è stata creata una caffetteria. Il soffitto, gli intagli ornamentali, il sipario cremisi, l'illuminazione dell'auditorium e molti dettagli architettonici sono rimasti. Nonostante i cambiamenti, l'edificio conserva ancora l'aspetto del grande teatro che era un tempo.

## Galleria d'immagini

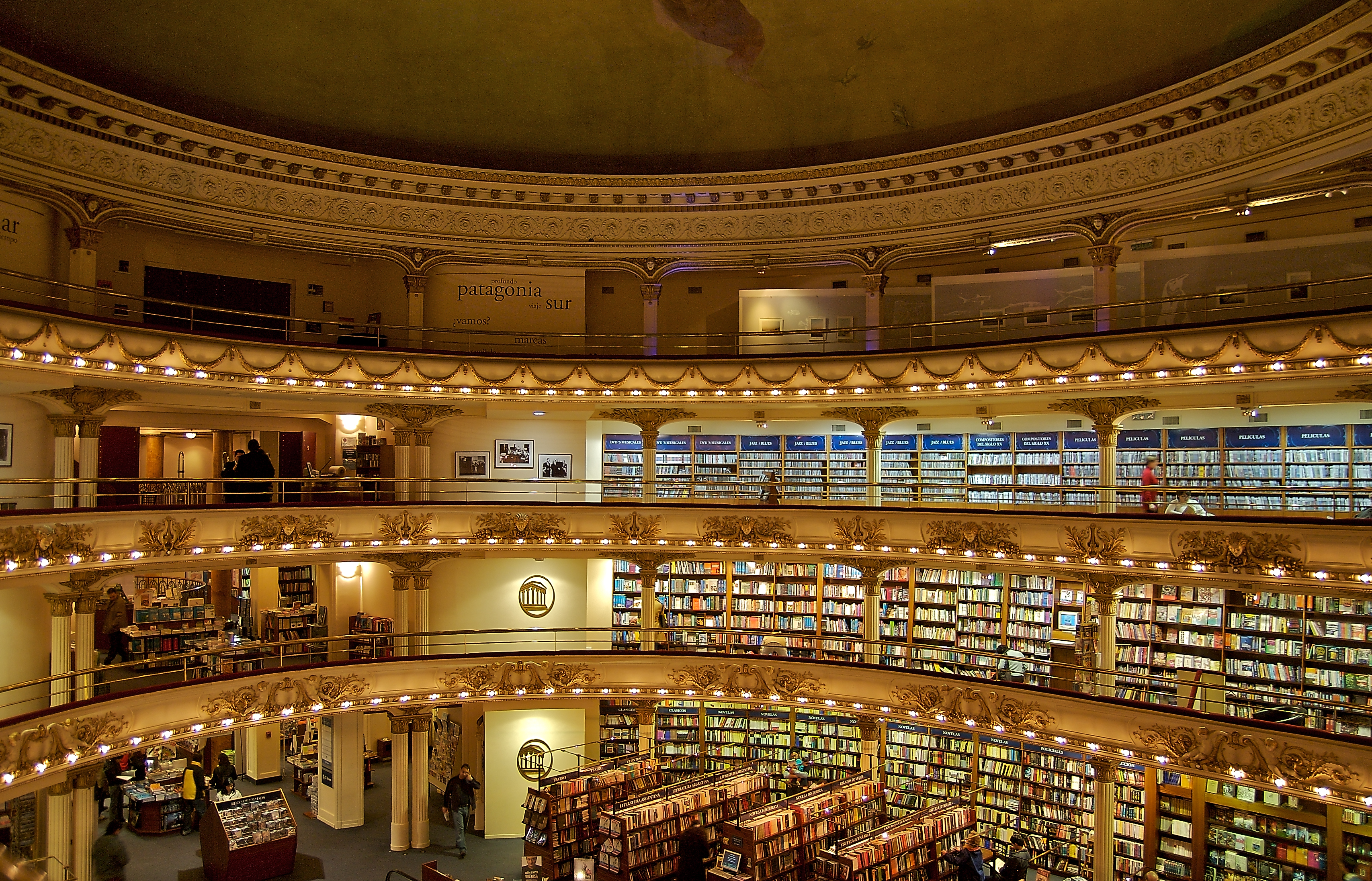
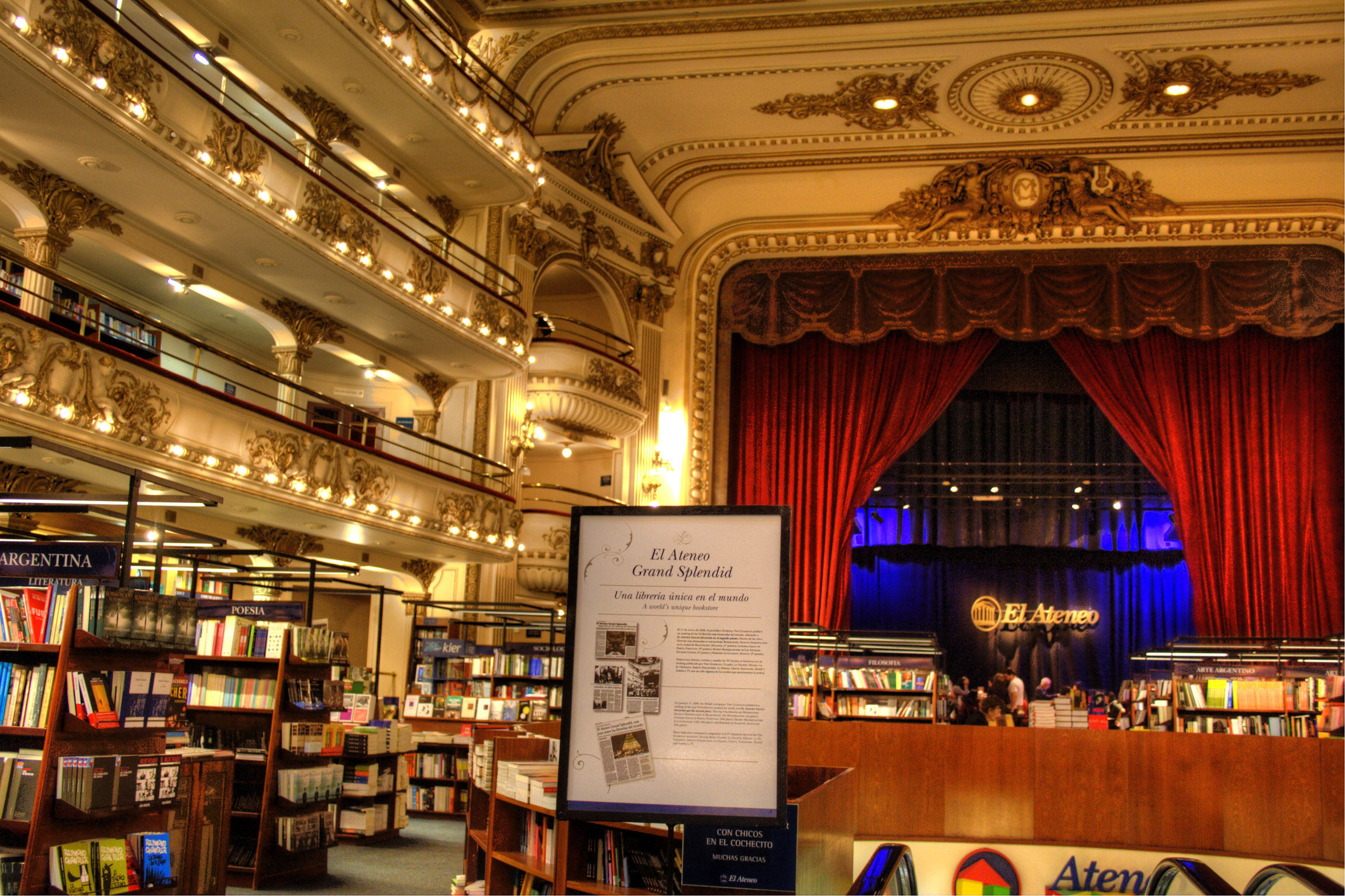
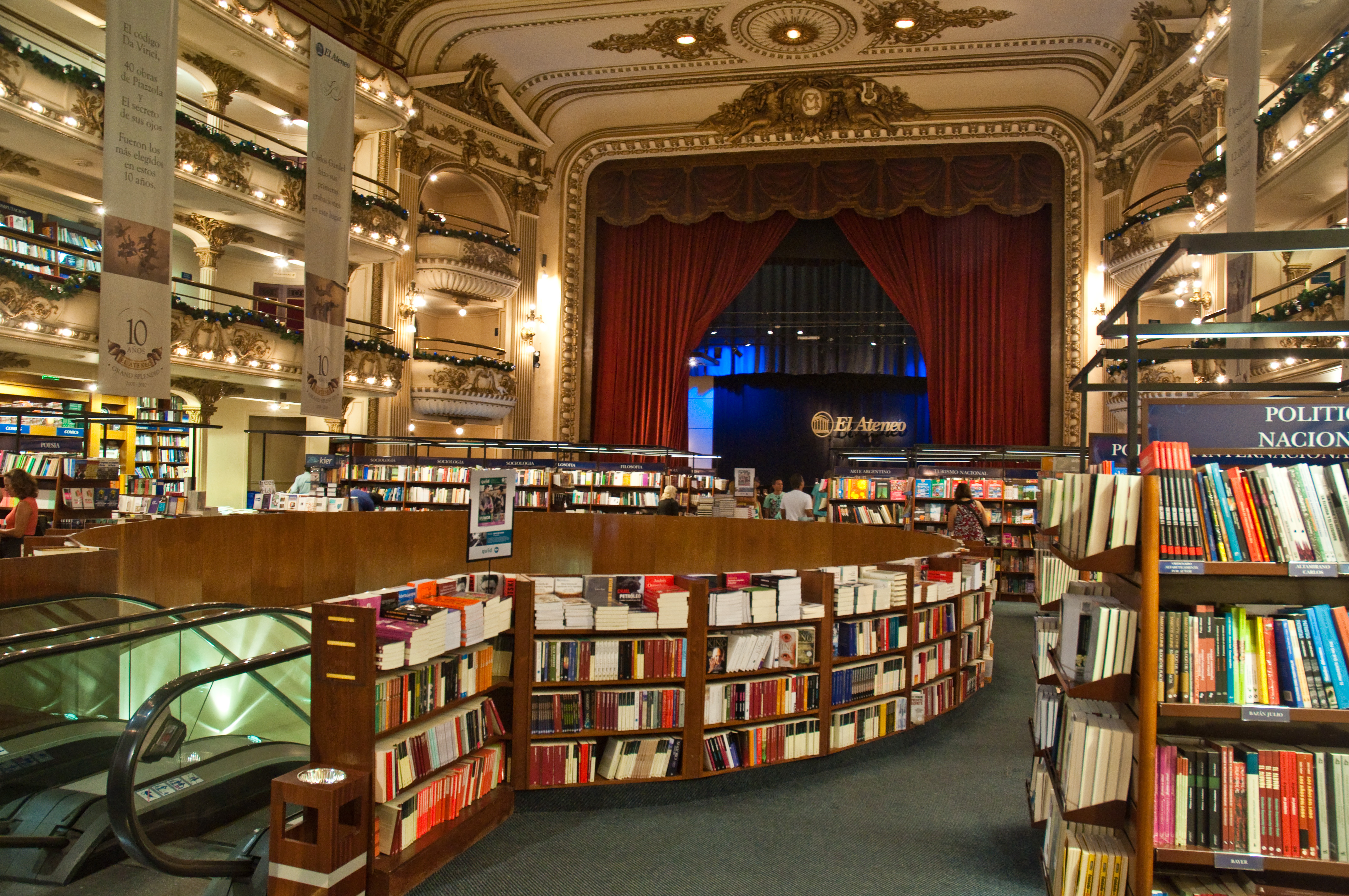
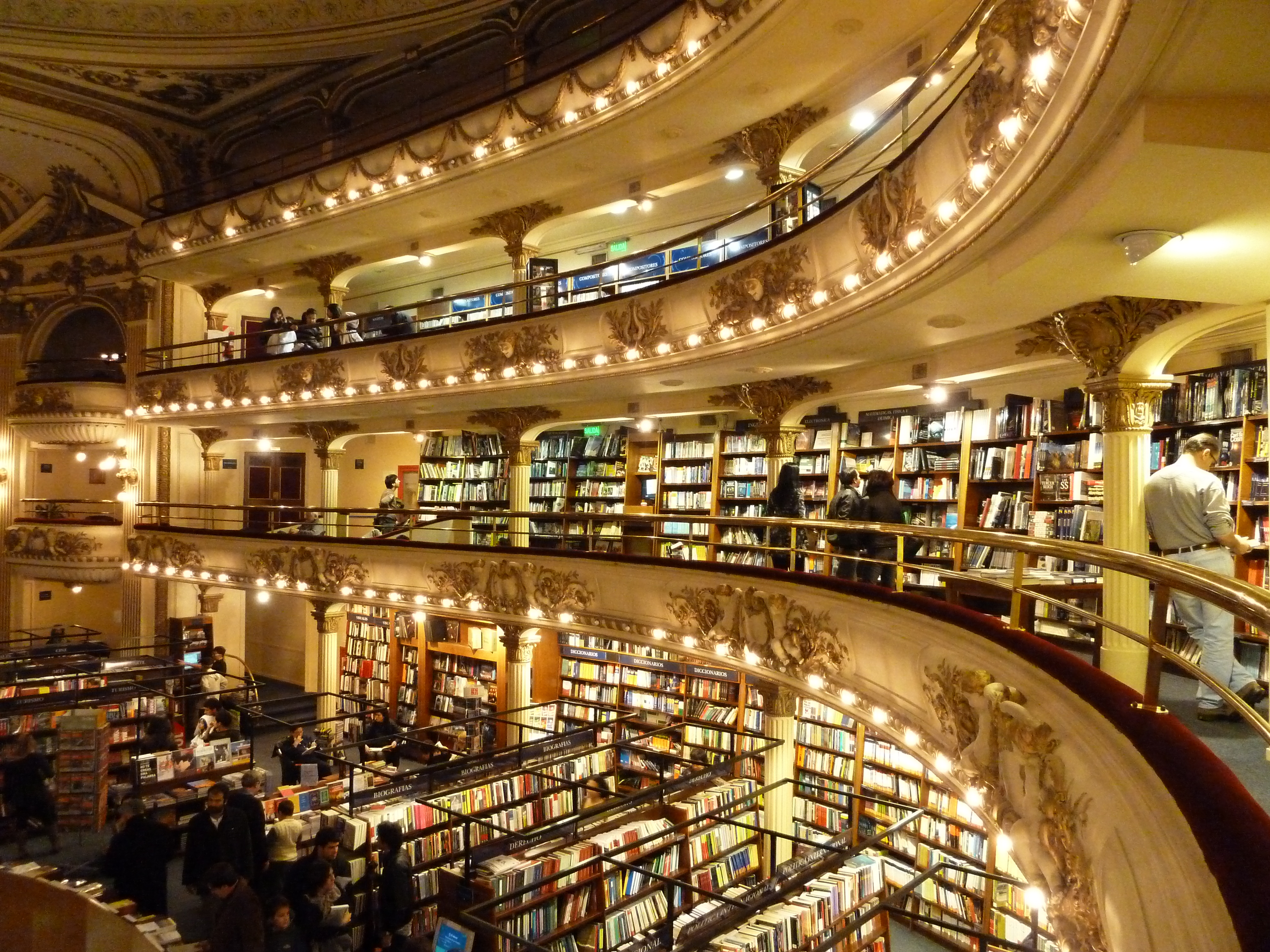
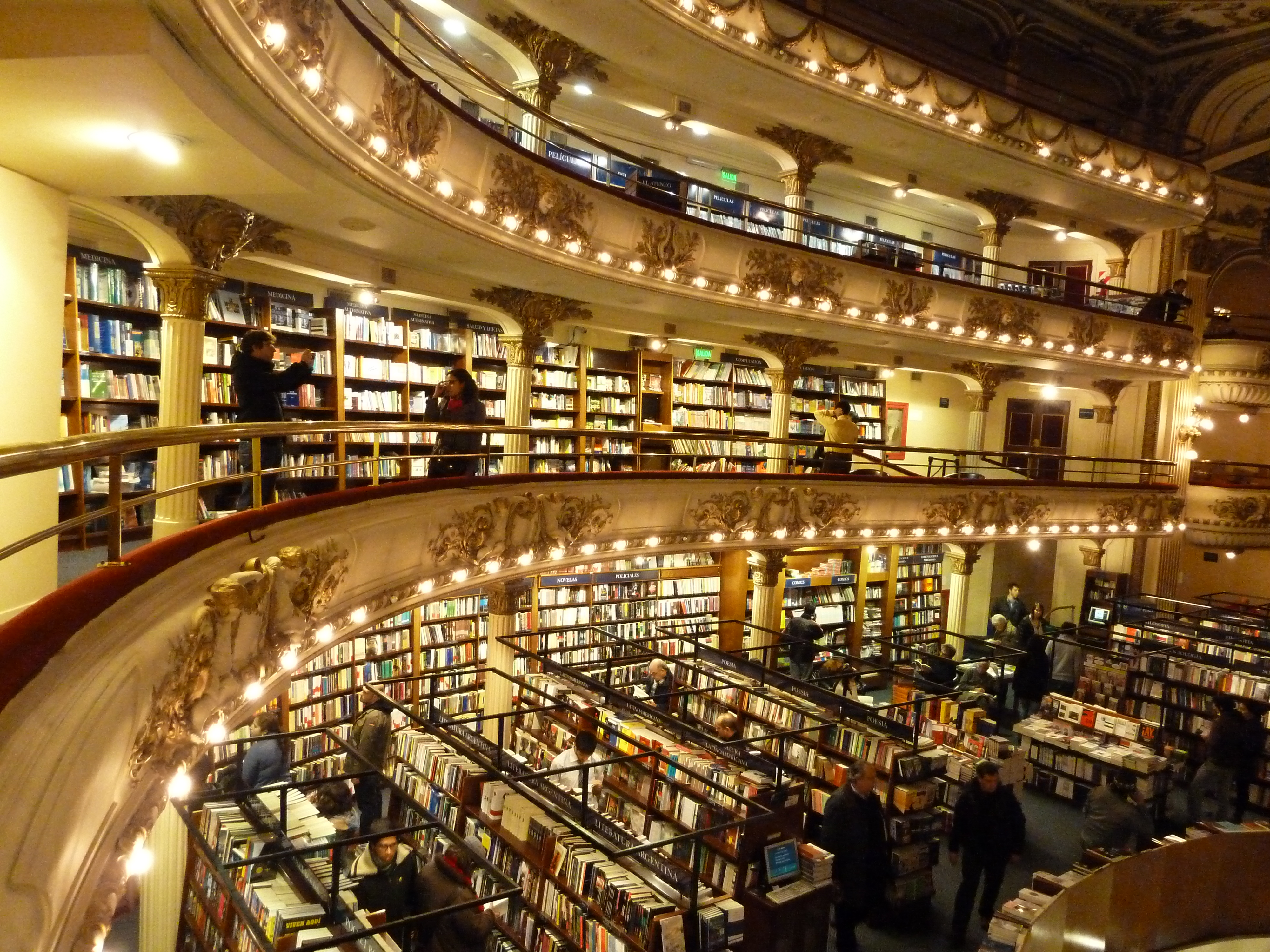
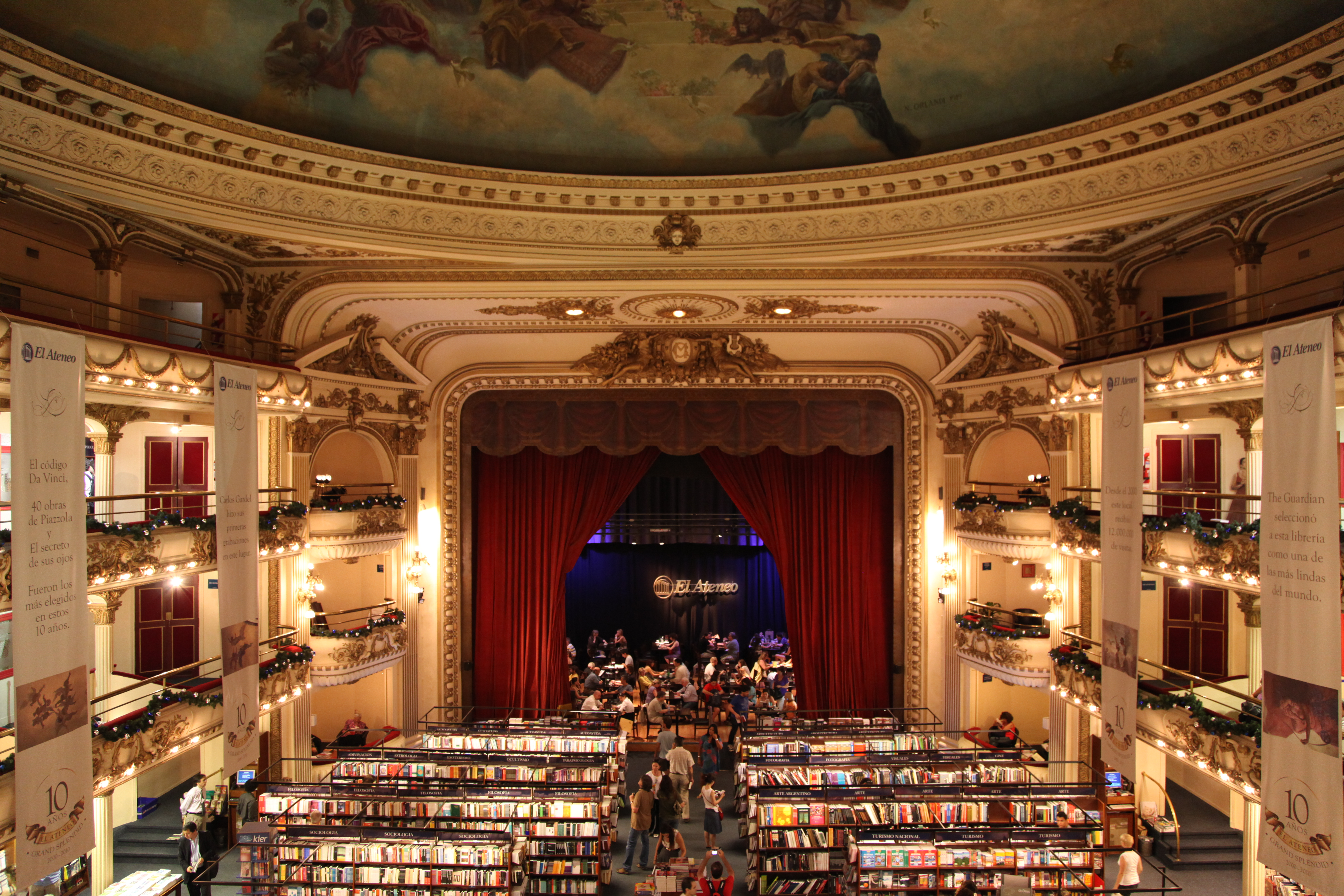
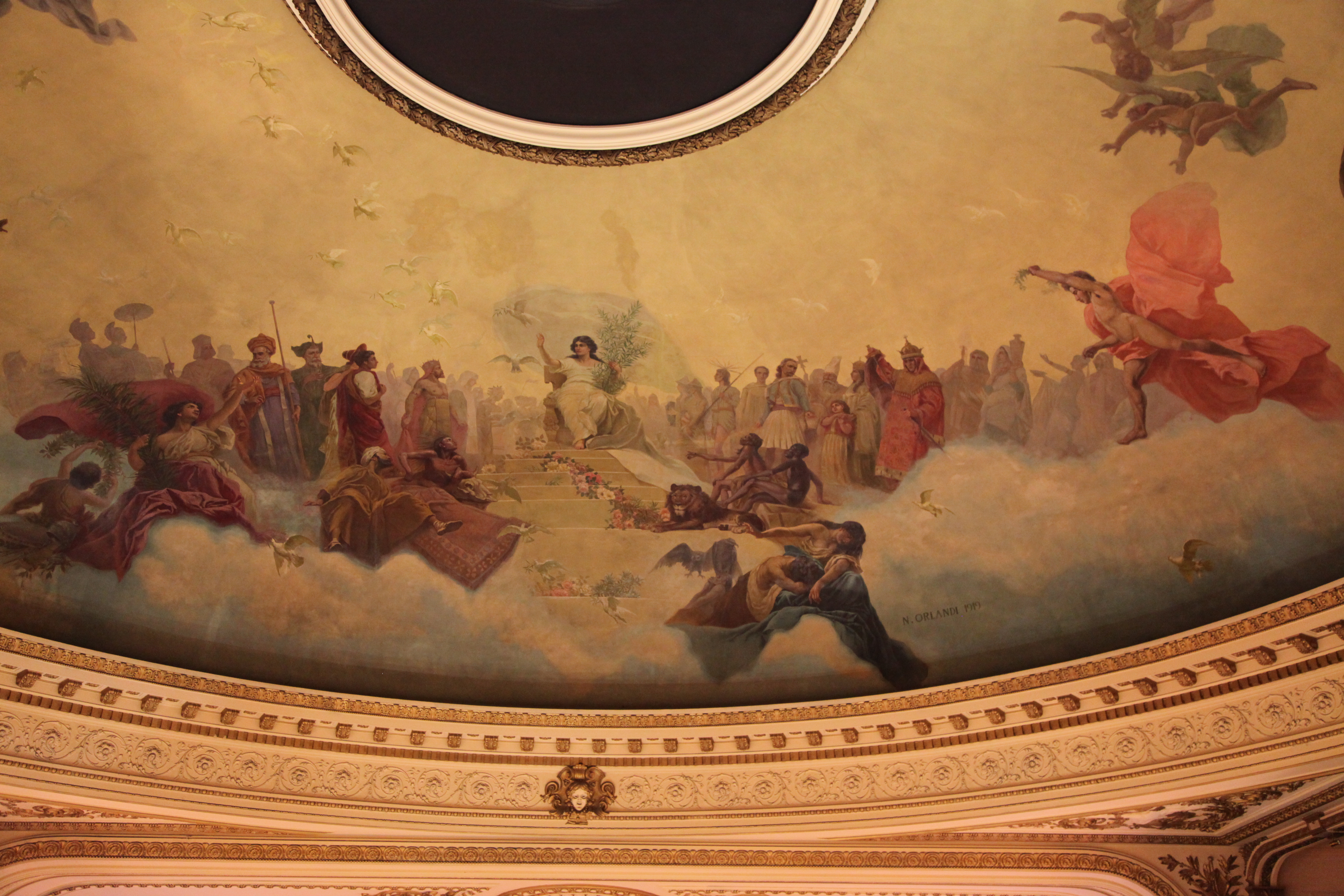
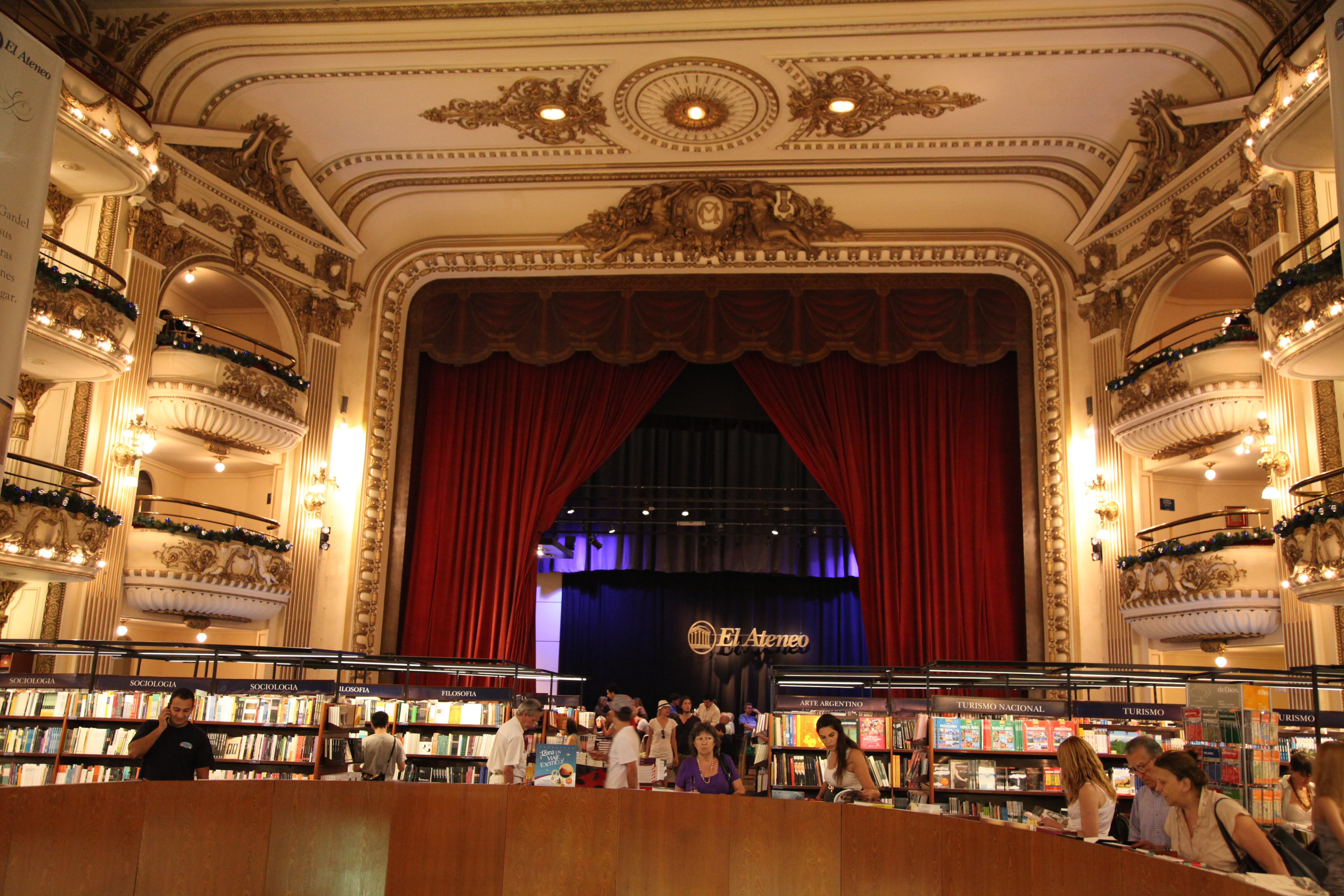
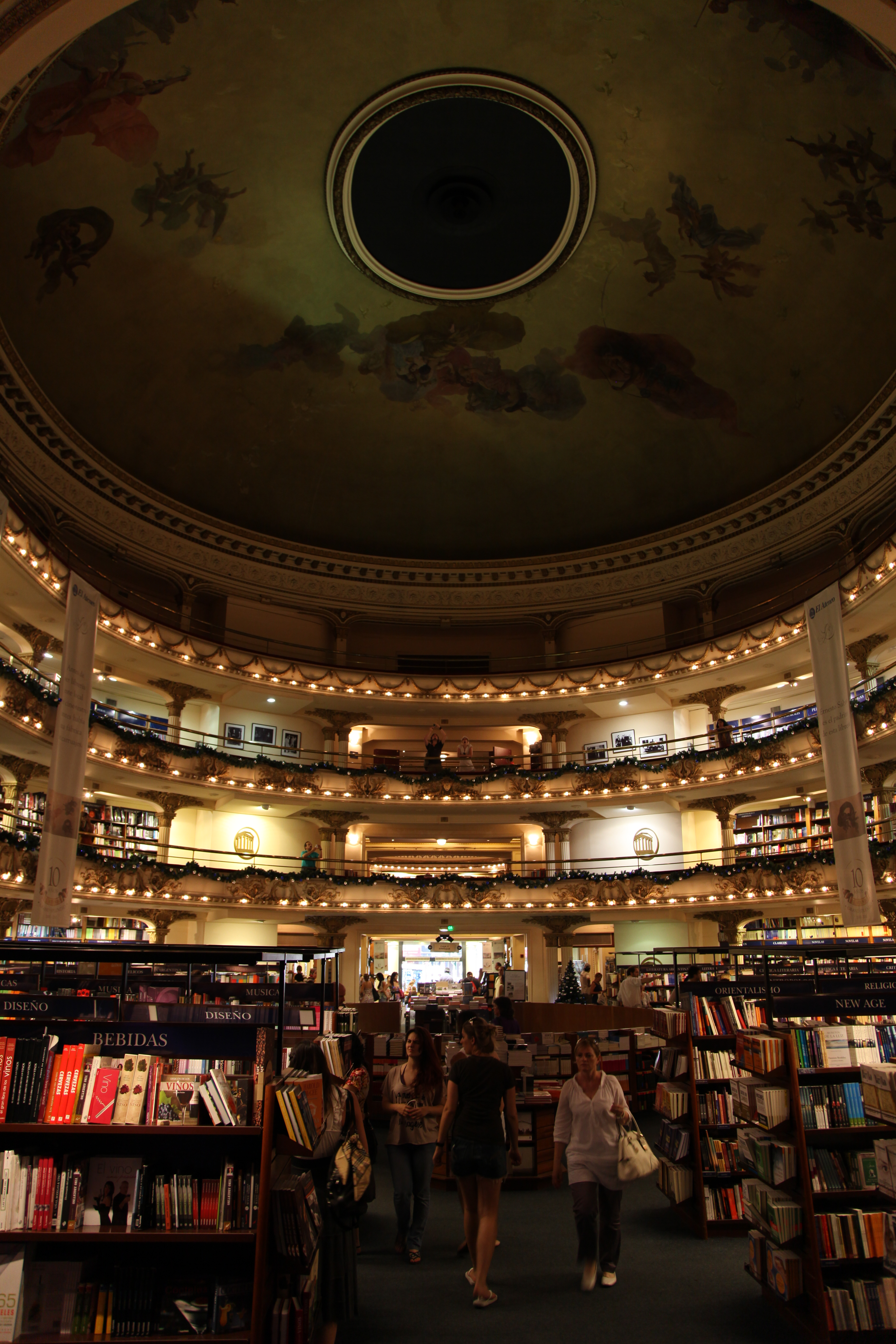
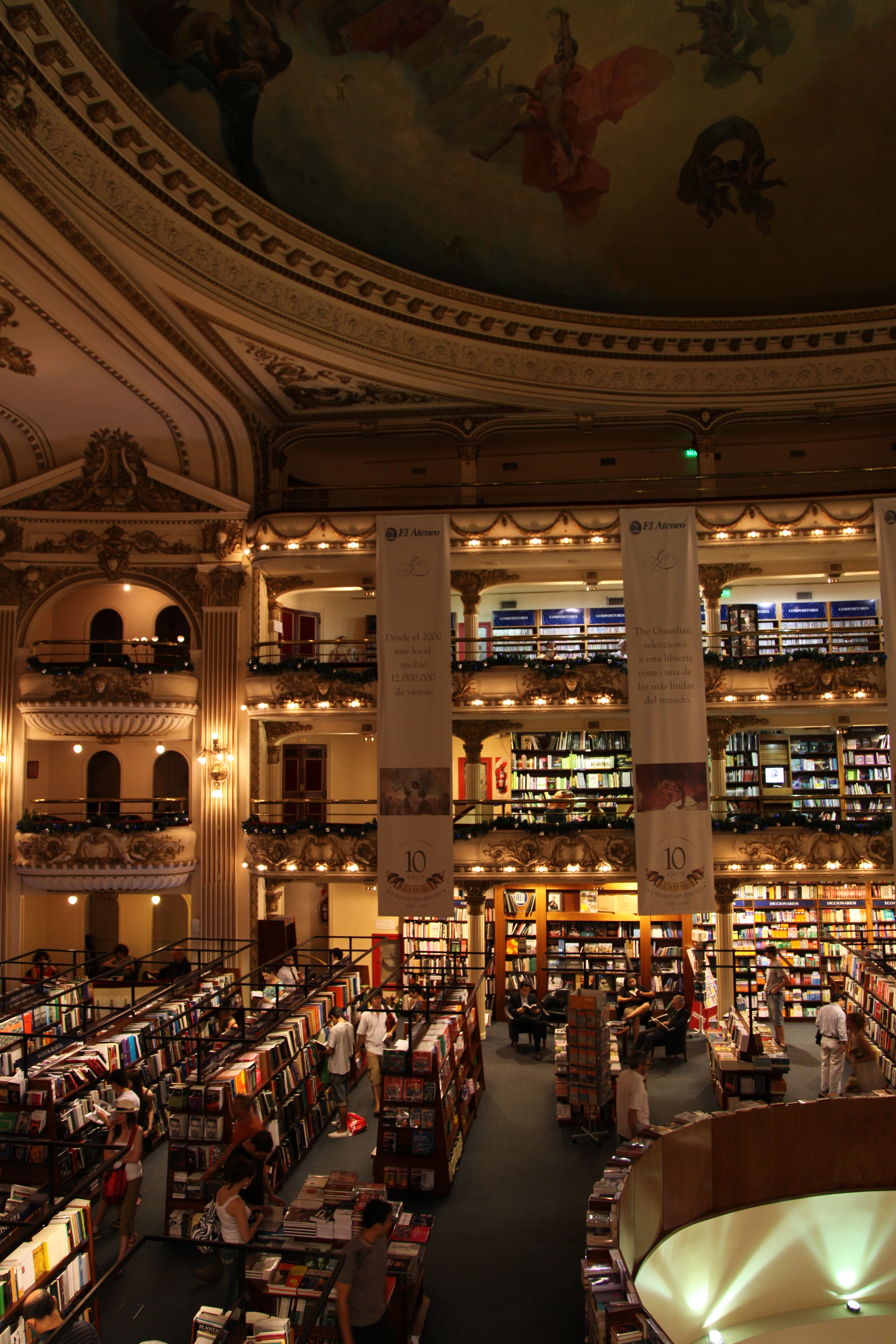